# Hydrax
(Yukio Keuti)
Hydrax (ヘドラ?, Hedora) è un kaijū, un mostro misterioso, che ha debuttato nel film, Toho Godzilla - Furia di mostri, come avversario di Godzilla. Il suo nome giapponese, Hedorah, deriva dalla parola giapponese, Hedoro (へどろ?), che, in italiano, ha il significato di melma, vomito o discarica.
Nello stesso modo in cui Godzilla fu concepito come simbolo delle paure giapponesi verso le armi nucleari, Hydrax fu creato come personificazione dell'asma di Yokkaichi, un disturbo respiratorio causato dal pesante inquinamento industriale presente in Giappone nel corso gli anni settanta. Il regista Yoshimitsu Banno dichiarò che fu sua intenzione di creare Hydrax, per creare un antagonista di Godzilla più forte di un semplice animale mutante e che rappresentasse "l'aspetto attuale più nefasto". Aggiunse, inoltre, che gli occhi inclinati verticalmente del mostro, erano basati su modelli di vagine, che lui considerava "spaventose". Inizialmente, il mostro fu battezzato "Hedoron", ma venne modificato dopo che un mostro con un simile nome fu introdotto nella serie televisiva contemporanea, Spectreman.
Il mostro venne realizzato attraverso l'uso di marionette e di un enorme costume di lattice indossato dall'attore giapponese, Kenpachiro Satsuma, nel suo primo ruolo d'attore per la casa di produzione cinematografica Toho. Satsuma venne scelto grazie alla sua forza fisica, ma era deluso dal ruolo, in quanto si era stancato di impersonare ruoli privi di dialogo. Nel raffigurare Hydrax, Satsuma cercò di enfatizzare le sue origini extraterrestre, assumendo posture e movimenti più grotteschi, rispetto ai consueti movimenti animali. Vari autori hanno notato che, al contrario della maggioranza di mostri di Toho, gli atti violenti di Hydrax consistevano principalmente nell'uccisione di esseri umani, e mostrando godimento genuino verso la sofferenza di Godzilla.
Banno intendeva ri-introdurre Hydrax in un sequel ambientato in Africa, ma il progetto fu scartato, in quanto venne licenziato da Teruyoshi Nakano, che l'accusò d'aver rovinato la serie di Godzilla. Il personaggio è stato comunque ben ricevuto: il sito, WatchMojo, lo piazzò alla 7ª posizione sulla loro lista dei dieci migliori nemici di Godzilla, mentre la rivista Complex lo pose all'8º posto nell'elenco dei quindici mostri giapponesi più tosti.

## Biografia
In Godzilla - Furia di mostri, viene ipotizzato che Hydrax abbia avuto origine nella costellazione del Cane Maggiore, e che giunse sulla Terra attaccandosi a una meteora. Una volta giunto nella baia di Suruga con la forma di un mostruoso girino, iniziò a crescere nutrendosi dell'inquinamento presente nell'acqua. Una volta cresciuto, inizia a depredare i centri industriali di Giappone, causando, con le sue emissioni, la morte di migliaia di persone. Godzilla si scontra con Hydrax, scoprendo che il suo raggio atomico non ha effetto su di lui. Viene poi scoperto che Hydrax è vulnerabile alla disidratazione, così le Forze di autodifesa giapponesi ereggono degli elettrodotti nei pressi del Fuji. Nella battaglia seguente, Godzilla riesce a sconfiggere Hydrax usando il suo raggio atomico per potenziare gli elettrodotti, disidratando il mostro e permettendogli di incenerire i suoi resti.
Hydrax fa una breve comparsa nella pellicola, Gojira - Final Wars, dove viene posseduto mentalmente dagli Xiliani. Viene rapidamente sconfitto da Godzilla, insieme ai suoi alleati, Ebirah e G-mantide nella baia di Tokyo.

## Filmografia
- Godzilla - Furia di mostri (1971)
- Gojira - Final Wars (2004)